# Mouhallabié

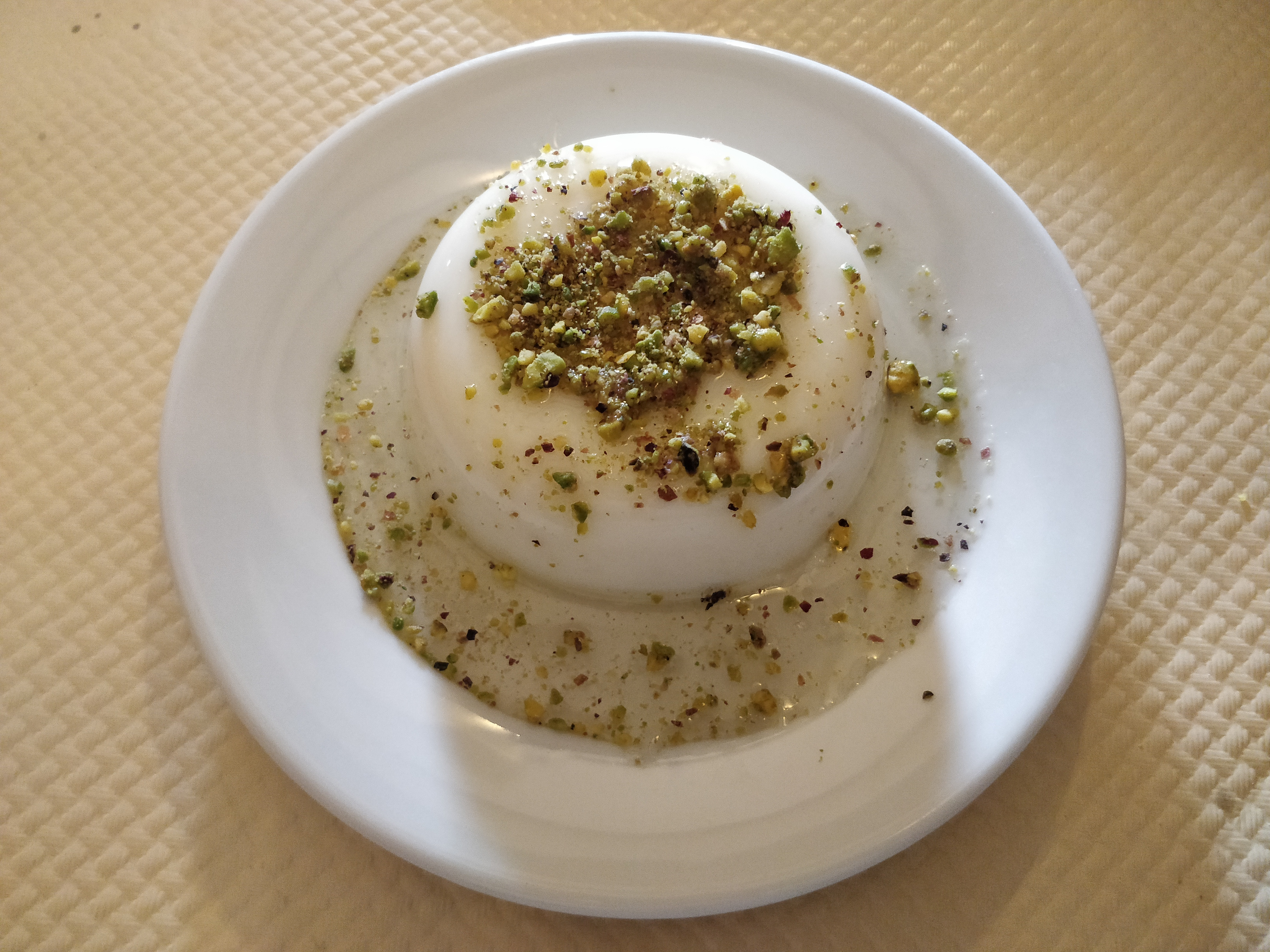
Mouhallabié

Mouhallabié (Arabisch: مهلبية,Turks: muhallabi, Hebreeuws: מלבי, Grieks μαχαλλεπί): is een puddingachtig desert uit het Midden-Oosten, op smaak gebracht met oranjebloesem, rozenwater, amandel of honing. Vaak wordt het gerecht geserveerd met pistachehaksel en suikersiroop.

## Geschiedenis
Het gerecht is volgens de overlevering bekend geworden door een Sassanidische kok, die het aan een Arabische generaal met de naam Al-Moehallab ibn Abi Soefra opdiende. De generaal was zo enthousiast, dat het het naar zichzelf noemde. De eerste recepten dateren uit de 10de eeuw n. Chr. en beschrijven drie verschillende versies: met rijstemeel ingedikte melk, melk met rijst en gepureerd kippenvlees en een eierpudding zonder rijst. In het Osmaanse rijk bestonden twee versies, een met kippengehakt en een zonder vlees met rozenwateraroma. De eerste variant staat in Turkije nog bekend als tavuk göğsü.

## Verbreiding en toebereiding
Mouhallabié heeft in de tijd van het Osmaanse rijk bekendheid gewonnen en is dientengevolge bekend in Marokko, Tunesië, Egypte, Palestina, Israël, Jordanië, Syrië, Libanon, Cyprus en Turkije. Sefardische joden kennen het gerecht ook buiten het Midden-Oosten, emigranten hebben de verschillende varianten ook in Europa en de Verenigde Staten verbreid.
De basis van mouhallabié bestaat uit melk, (poeder)suiker en rijstemeel of maizena, die tezamen gekookt worden. Voor het aroma kunnen oranjebloesem, rozenwater (Turkije), mastiek (Turkije) of jasmijnwater gebruikt worden, in de Egyptische variant ook kaneel of vanille. De pudding, die een vaste of een romige consistentie kan hebben, wordt dan in kleine schaaltjes of op een grotere plaat afgekoeld. Het is gebruikelijk het gerecht met een haksel van pistaches, kokos of amandelen of met kaneelpoeder te garneren.